# Glutammato sintasi (NAD)
La glutammato sintasi (NAD) è un enzima appartenente alla classe delle ossidoreduttasi, che catalizza la seguente reazione:
2 L-glutammato + NAD+ ⇄ L-glutammina + 2-ossoglutarato + NADH + H+
È una flavoproteina (FMN).